# Ark: Survival Evolved
Ark: Survival Evolved ist ein von Studio Wildcard entwickeltes Survival-Computerspiel, das im August 2017 für Personal Computer, PlayStation 4 und Xbox One veröffentlicht wurde. 2018 wurde das Spiel auch für Android, iOS und Nintendo Switch veröffentlicht. Es gilt, in einer Welt voller frei streunender Dinos zu überleben. Das Entwicklerteam legte einen Schwerpunkt auf eine möglichst realistische Darstellung von Dinosauriern sowie zahlreiche Höhlen und Dungeons.
Im Dezember 2020 wurde der Nachfolger Ark 2 für Windows und Xbox angekündigt, dessen geplanter Veröffentlichungstermin seitdem mehrfach aufgeschoben wurde, zuletzt auf Ende 2024.

## Spielprinzip und Technik
Das Spiel wird wahlweise aus einer Third-Person-Perspektive oder aus der Egoperspektive gespielt. Die Fortbewegung erfolgt zu Fuß oder reitend bzw. fliegend oder schwimmend auf einem Tier. Spieler können Nahkampfwaffen sowie Pfeil und Bogen verwenden, um sich gegen aggressive Kreaturen zu verteidigen. Viele der Kreaturen können gezähmt werden, was dem Spieler Zugriff auf die Fähigkeiten des jeweiligen Tieres gewährt. Zudem ist es dem Spieler möglich, mit Hilfe von Gegenständen, welche aus der Umgebung eingesammelt werden können, sein Arsenal an Waffen und auch anderen Gegenstände zu erweitern. Spieler können zudem über ein großes Bausystem eigene Strukturen errichten und diese auch zur Verteidigung nutzen. Es verfügt sowohl über einen Einzelspielermodus, als auch die Möglichkeit auf Multiplayer-Servern mit anderen Personen zu spielen. Ark-Server sind persistent, die Spielwelt verändert sich auch dann, wenn keine Spieler online sind.
Spieler starten in einer tropischen Spielwelt ohne Ausrüstung; lediglich ein Implantat im Arm, welches dem Zugriff auf das Inventar dient, sowie ein Lendenschurz stehen anfangs zur Verfügung. Ziel ist es, zu überleben und seine eigenen Fertigkeiten auszubauen. Hierzu benötigt der Spieler Materialien, welche er in der Welt sammeln kann, um daraus Gebäude, Lagerfeuer und Waffen sowie andere Ausrüstung zu erstellen. Weiterhin ist es dem Spieler möglich, Dinosaurier zu zähmen, wofür jedoch weitere Ressourcen notwendig sind. Die Spielkarte, genannt The Island, ist ca. 48 Quadratkilometer groß, wobei 36 Quadratkilometer davon Landmasse sind, sowie 12 Quadratkilometer Ozean.
Das Spiel beinhaltet klassische Survival-Elemente, da der Spieler neben Kreaturen und Spielern auch gegen die Natur kämpfen muss. Der Spieler kann Verdursten, Verhungern, Erfrieren oder den Hitzetod sterben. Auch für gezähmte Tiere muss er immer genug Futter bereitstellen. Sollte ein Spieler Schaden erleiden, so sinkt seine Lebensanzeige, welche sich jedoch langsam im Laufe des Spieles wieder erholt, sofern genug Essen vorhanden ist oder über Heilgegenstände verfügt wird.
Spieler können im Spiel Gegenstände herstellen, zum Beispiel Werkzeuge, aber auch Nahrungsmittel und Waffen. Um dies zu tun, müssen die meisten Gegenstände zunächst erforscht werden. Dies geschieht im Spielverlauf durch das Erreichen neuer Level und dem Investieren der dadurch erhaltenen Punkte. Außerdem erhält man für jedes erreichte Level einen Skillpunkt. Der kann entweder in mehr maximale Lebenspunkte, mehr Ausdauer, mehr Sauerstoff zum Tauchen, mehr Tragfähigkeit, mehr Bewegungsgeschwindigkeit, mehr Nahkampfschaden mehr Herstellungsgeschwindigkeit, mehr Hungerpunkte, mehr Wasserpunkte oder mehr Resistenz gegen Effekte investiert werden. Der Bonus auf diese Attribute ist unterschiedlich, wird je mehr Skillpunkte man bereits investiert hat geringer. Die erforschbaren Gegenstände werden mit höherem Level immer moderner. Während zu Beginn des Spiels nur primitive Technologie zur Verfügung steht, kann man im weiteren Spielverlauf auch Gegenstände wie Kühlschränke herstellen. Weiterhin können Spieler ihre Waffen durch zusätzliche Gegenstände, wie zum Beispiel einem Zielfernrohr oder eine Lampe erweitern.
Um Gebäude zu bauen, müssen verschiedene Strukturelemente wie z. B. Böden, Türen und Fenster erforscht werden. Auch hierfür werden Ressourcen und Punkte zum Investieren in die Technologie benötigt. Spieler können alle Strukturen bauen, sofern die dafür notwendigen Ressourcen zur Verfügung stehen und die Umgebung den Bau zulässt. Gebäude müssen stabil stehen und können durch das Abbauen von Pfeilern oder Bodenplatten zerstört werden.
Der Aufbau und die Weiterentwicklung der Gegenstände ist an das Level des erstellten Charakters und der dafür vergebenen Punkte im Talentbaum gebunden. Für jeden Levelaufstieg erhält man zusätzlich einige Punkte, sogenannten Engrammpunkte, dafür. Der Spieler kann selber entscheiden, was er erlernen möchte. Ein Spieler allein kann allerdings (derzeit) nicht alles erlernen, so ist eine Zusammenarbeit mit anderen Spielern vorteilhaft.
Es wurde eine Artenvielfalt von über 400 Lebewesen implementiert; diese reicht von Fischen und Insekten bis zu riesigen Sauropoden. Zum Release standen über 100 verschiedene Typen von Dinosauriern in dem Spiel zur Verfügung, von denen die meisten durch Füttern, oft nach Betäubung, gezähmt werden können. Gezähmte Dinosaurier stellen dem Spieler ihre Fähigkeiten zur Verfügung, so können Spieler sich auf Flugsauriern durch die Lüfte schwingen oder die Kampfeigenschaften eines Tyrannosaurus zu ihrem Vorteil nutzen. Beim Reiten der meisten Kreaturen kann der Spieler seine eigenen Waffen und Fähigkeiten nicht einsetzen bei manchen Dinos wie z. B. dem Baryonyx ist jedoch auch dies möglich; bei größeren Dinosauriern können sogar mehrere Spieler, in einigen Fällen sogar mehr als zwei, mitreiten. Diese können ihre Waffen normal nutzen. Dinosaurier können auch dafür benutzt werden, Gegenstände zu tragen und können Befehle wie z. B. offensives/defensives Verhalten vom Spieler erhalten. So können beispielsweise eine Horde von Velociraptoren dazu genutzt werden, um eine Basis zu verteidigen. Im Spiel sind auch noch weitere Tiere anzutreffen, welche als ausgestorben gelten. Als Beispiel sind hierbei der Dodo, Megalodon oder das Mammut zu nennen. Weiterhin sind noch Insekten wie Meganeura oder auch Ameisen der Gattung Titanomyrma gigantea implementiert.
Mehrspieler-Server gibt es in drei Ausführungen, PVP (Player vs. Player), PVE (Player vs. Environment) und PVPVE (Player vs. Player vs. Environment). Auf PVE-Servern kann man andere Spieler und deren Bauwerke nicht angreifen, auf PVP-Servern kann man hingegen andere Spieler töten, seine Bauwerke zerstören und seine Gegenstände stehlen. Auf PVPVE-Servern ist es nicht möglich, Gebäude, Dinosaurier oder Charaktere von Spielern zu töten oder zu zerstören, solange die Spieler bereits mindestens 15 Minuten ausgeloggt sind. Es besteht ebenfalls die Möglichkeit, andere Spieler, durch narkotische Beeren oder Waffen, bewusstlos zu machen. Der Spieler, welcher bewusstlos ist, hat ein leicht abgedunkeltes Bild, kann aber alles mitverfolgen, was mit ihm geschieht. Ebenfalls sieht er, was aus seinem Inventar entwendet oder hinzugefügt wird.
Sollte der Spieler einmal sterben, gibt es zwei Möglichkeiten:
- Der Spieler spielt mit seinem Charakter weiter und kann in einer selbst gewählten Region der Karte oder in einem vorher gebauten Schlafbereich (Schlafsack, Bett) erneut aufwachen. Dadurch verliert er allerdings das komplette Inventar und behält nur das Level, die erlernten Baupläne (Engramme) und die Skillpunkte. Dies ist im Hardcore-Modus nicht möglich.
- Der Spieler kann einen komplett neuen Charakter erstellen und beginnt das Spiel von vorne, hierbei gehen sämtliche investierten Skill- sowie Engrammpunkte verloren.

Am Ort des Ablebens bleibt die Leiche des Spielers zurück, die man als Spieler einsammeln kann und das komplette Inventar des verstorbenen Spielers beinhaltet. Diese Leiche kann jedoch von fleischfressenden Sauriern gefressen werden. Hierbei bleibt ein Rucksack übrig, welcher dann wiederum das gesamte Inventar des Spielers beinhaltet. Sollte es dem Spieler binnen fünfzehn Minuten nicht gelingen, den Rucksack wieder aufzunehmen, verschwindet dieser und damit die Möglichkeit für den Spieler, sein verlorenes Inventar wieder zu bekommen.

### Ziel des Spiels
Im Einzelspieler- und PVE-Modus besteht das Ziel des Spiels darin, die Höhlen der Insel zu finden, die sich an den verschiedensten Orten befinden. Die zehn Höhlen werden meist von gefährlichen Kreaturen bewohnt, wie menschengroßen Spinnen, Arthropleuras und Titanoboas, die der Spieler entweder töten, oder an ihnen vorbeikommen muss, um ein Artefakt aus jeder Höhle zu bekommen. Es werden insgesamt zehn Artefakte benötigt, um an den Obelisken der Insel drei verschiedene Endgegner, sogenannte Wächter, zu beschwören. Dazu zählen unter anderem die Brutmutter, eine gigantisch große Spinne, der Megaphitecus, ein riesiger, weißer Gorilla und der feuerspeiende Drache. Sollte der Spieler die benötigten Artefakte zu einem der Obelisken bringen, kann er sich und zwanzig weitere gezähmte Kreaturen in die jeweilige Arena des Endgegners teleportieren, um den Endgegner zu bekämpfen. Sollte der Spieler beim Kampf gegen einen der Wächter sterben, verliert er sein gesamtes Inventar, sowie alle gezähmten Dinosaurier, die sich mit ihm in der Arena befanden. Wenn der Spieler es jedoch schafft, den Wächter zu besiegen, so bekommt er eine Trophäe von diesem, sowie weitere Engramme. Mit allen drei Trophäen der Endgegner kann der Spieler in einer speziellen elften Höhle, die sich in einem Vulkankrater befindet, zu einem Portal am Ende der Höhle vordringen, das den Spieler in einen Turm weit über dem Ark teleportiert, wo der Spieler entdeckt, wie der Ark funktioniert. Er kann dort sehen, warum er die Möglichkeit hat, nach dem Ableben immer wieder erneut auf der Insel aufzuwachen, wie als wäre nichts passiert. Nämlich, weil alle Spieler und Kreaturen über dem Ark immer wieder geklont werden. Am Ende der Halle im Kontrollturm des Arks kann der Spieler mit 50 weiteren gezähmten Dinosauriern den finalen Endgegner der Insel zu bekämpfen: Den Aufseher. Nach dem Besiegen des Aufsehers wird der Spieler aus dem Ark heraus teleportiert und man sieht in einer Videosequenz, wie er durch den Weltraum in den nächsten Ark fliegt: Scorched Earth.
Im PVP-Modus jedoch, besteht das Ziel des Spiels darin, die erbauten Gebäude der anderen Spieler zu zerstören, um sein eigenes Gebäude weiter aufzubauen, um damit dann weitere Spieler zu bekriegen.

## Produktion
Ark: Survival Evolved wurde von Studio Wildcard, Instinct Games, Efecto Studios, und Virtual Basement entwickelt. Die Entwicklung begann im Oktober 2014. Bei der Entwicklung der prähistorischen Spezies wurde auf entsprechende Fachliteratur, Online-Artikel und Experten der Biologie zurückgegriffen. Hierbei wurden Anpassungen vorgenommen, um die spielerischen Eigenschaften zu ermöglichen, wobei die Entwickler darauf hinweisen, dass die im Spiel befindlichen Kreaturen als Weiterentwicklungen von den historischen Vorlagen gelten.
Die Entwickler haben weitere Funktionen hinzugefügt, um das Spiel auch für andere Interessensgruppen attraktiv zu machen, die sich nicht dem Survival-Genre verschrieben haben. So ist die Erkundung der Insel als auch der Kampf gegen große Bossgegner ebenfalls in dem Spiel ein großer Aspekt. Hierbei wird der Spieler auch für das Auffinden von Geheimnissen auf der Insel belohnt. Um Spielern auch eine langfristige Motivation zu geben, werden ihnen auch im „Endgame“ weitere Möglichkeiten geboten, da die Entwickler bei anderen Survival-Spielen ein finales Ziel vermisst haben.
Das Spiel verfügt, laut Aussage vom Entwickler Rapczak, auf einer Welt über mehrere zehntausend Nicht-Spieler-Charaktere, welche allesamt über eine eigene künstliche Intelligenz verfügen. Des Weiteren verfügt das Spiel über einen virtuellen Realitätsmodus, wobei das Entwicklerteam über mehrere Jahre mit Head-Mounted Displays experimentiert hat, um eine bestmögliche Immersion zu ermöglichen.
Spieler haben die Möglichkeit, Mods für das Spiel zu erstellen und im Steam Workshop zum Download anzubieten. Hierzu stellt Studio Wildcard eine abgewandelte Version des Unreal Development Kit bereit. 2016 begann Studio Wildcard damit, besonders gute Modifikationen offiziell ins Spiel zu integrieren.
Im Dezember 2016 kam eine Version für die PlayStation 4 auf den Markt. Zum Release stand vorerst nur ein Download zur Verfügung; physische Datenträger erschienen im August 2017. Zudem unterstützt das Spiel die PlayStation 4 Pro und weist dadurch eine höhere Framerate sowie Auflösung auf.

## Spielerweiterungen

### Kostenpflichtige Erweiterungen

#### Scorched Earth
Am 1. September 2016 wurde überraschend das erste Add-on Scorched Earth („verbrannte Erde“) veröffentlicht. Auf einer neuen Ark, welche hauptsächlich aus einer Wüstenregion besteht, müssen sich Spieler mit neuen Gefahren und Schwierigkeiten auseinandersetzen. Es wurden 11 neue Kreaturen hinzugefügt, welche nicht mehr prähistorisch, sondern eher Fantasy-lastig sind. So ist es nun unter anderem möglich, Wyvern (drachenähnliche Kreaturen) oder Rock Elementals (golemähnliche Kreaturen) zu zähmen. Eine Besonderheit ist, dass das Wetter einen größeren Einfluss ausübt. Es gibt sichtmindernde Sandstürme oder Hitzewellen, die Schaden verursachen. Die größte Schwierigkeit besteht darin, eine Wasserquelle zu finden und die extreme Hitze zu überleben.
Ähnlich wie bei der Originalkarte, The Island, gilt es hier erneut, die Höhlen zu finden, um die Artefakte zu den Obelisken zu bringen, um erneut Endgegner zu besiegen. Allerdings gibt es auf Scorched Earth nur einen einzigen Wächter, den mythischen Mantikor.
Mit der Veröffentlichung gab es viele kritische Stimmen, da das Hauptspiel noch viele Fehler aufwies. Es wurde gefordert, dass man sich eher um die Fehler kümmern solle, statt kostenpflichtige Erweiterungen zu veröffentlichen.

#### Aberration
Das zweite Add-On Aberration wurde am 4. September 2017 angekündigt und am 12. Dezember 2017 veröffentlicht. In dieser Erweiterung werden die Spieler in einen zerstörten Ark teleportiert, weswegen sich die Kreaturen auf ihr in ein Höhlensystem hineingezogen haben, welches kaum über natürliche Lichtquellen verfügt und für das Umfeld angepasste Kreaturen herausgibt. Als neue Spielmechanik muss der Spieler nun Licht-Kreaturen zähmen, um der Gefahr dieser Höhlen auszuweichen. Die Welt ist in 4 Biome unterteilt:
- eine grüne Zone mit wenigen Ressourcen, hellem Licht und weniger gefährlichen Kreaturen, aber den gefährlichen Karkinos und Spinosauriern an den Flüssen und wenige Basilisken, schlangenähnliche Kreaturen die giftige Fernkampfprojektile verschießen können.
- eine blaue Zone, mit eher sumpfähnlichen Kreaturen und vielen Ressourcen
- eine rote, radioaktive Zone mit ätzendem Wasser, gefüllt mit ein paar der stärksten und aggressivsten Kreaturen im Spiel wie dem neu eingeführten, Alien- ähnlichem Reaper. An diesem Platz kann der Spieler sogenannte Rock-Drake-Eier stehlen und aufziehen, ähnlich wie beim Wyvern von Scorched Earth.
- eine Oberfläche die am Tag brennt und unpassierbar ist, mit hunderten von Reapern und Seekern, gefüllt mit Supply-Drops, die die beste Ausrüstung im Spiel bringen können

Innerhalb des Höhlensystems gibt es noch einige weitere, kleinere Höhlen, die wie auf den anderen Karten, von gefährlichen Tieren bewohnt werden und erneut Artefakte beinhalten, die man zu einem Portal in einer versteckten Höhle, an der tiefsten Stelle der Höhlen bringen muss, um den Aufseher und Endgegner Rockwell zu beschwören und in einer Arena zu bekämpfen.

#### Extinction
Die dritte kostenpflichtige Erweiterung mit dem Namen ARK: Extinction wurde am 19. Juni 2018 angekündigt und am 6. November 2018 veröffentlicht. Das Erweiterungspaket spielt auf einer von Element- verseuchten, dystopischen Erde gefüllt mit mutierten, aggressiven und unzähmbaren Kreaturen. Neue zähmbare Kreaturen sind der Managarmr, der vom Bärtierchen mutierte Gasbag, der Gatling-Kanonen ähnliche Velonasaur oder der Gegenstände-produzierende Gacha.
Die Karte hat insgesamt vier Endgegner, einen Waldtitan, einen Eistitan einen Wüstentitan und einen Königstitan. Mit der Ausnahme des Königstitans lassen sich auch alle der Endgegner zähmen.

#### Genesis
Eine weitere kostenpflichtige Erweiterung mit dem Namen ARK: Genesis wurde am 8. August 2019 angekündigt und erschien zweiteilig. Der erste Teil erschien am 26. Februar 2020 für PC, PS4 und Xbox One, der zweite Teil ist im 3. Juni 2021 erschienen. Das besondere an dieser Erweiterung ist unter anderem die erste sprechende Figur in Ark, eine HLN-A (Human Learning Neural Aid).

### Kostenfreie Erweiterungen
Neben den kostenpflichtigen Add-Ons wurden bisher sechs kostenlose DLCs veröffentlicht, die jeweils eine neue Map, allerdings keine neuen Items enthalten.

#### The Center
Die erste neue Karte, The Center, erschien am 17. Mai 2016. Sie ist um einiges größer als die Standardkarte The Island und bietet denselben Umfang an Kreaturen. Allerdings hat die Landschaft ein anderes Terrain als auf der Standardkarte, beispielsweise gibt es auf der neuen Karte viel mehr Berge und Hügel, sowie einen zentralen, fliegenden Berg in der Mitte der Karte.
Die Endgegner von The Center sind dieselben wie auf The Island, allerdings sind es diesmal nur die Brutmutter und der Megaphitecus und der Spieler muss sie zudem gleichzeitig bekämpfen.

#### Ragnarok
Am 12. Juni 2017 folgte die von der Fangemeinde geschaffene Karte Ragnarok, welche die bisher größte Spielwelt bietet. Die Karte beinhaltet zumeist Biome, die den Karten The Island, Scorched Earth und The Center ähneln, allerdings auch einige völlig neue Gebiete. Zudem ist Ragnarok die erste kostenfreie Erweiterung, die mit dem mythischen Greif eine neue und exklusive Kreatur beinhaltet.
Eine weitere Neuerung ist die Beschaffung der Artefakte, da man sie nun nicht mehr nur in Höhlen findet, sondern teilweise auch an versteckten Orten auf der Oberwelt oder in einem unterirdischen Labyrinth. Als Endgegner dieser Karte treten der Drache von der Karte The Island sowie der Mantikor von Scorched Earth auf. Wie auf The Center werden die Endgegner gleichzeitig bekämpft.

#### Valguero
Am 18. Juni 2019 erschien die dritte Map Valguero, die wieder etwas kleiner ist, als die letzte Karte Ragnarok. Auch sie beinhaltet einen exklusiven Dinosaurier, den Deinonychus. Außerdem findet auf dieser Karte der bisher schwerste Endgegner Kampf statt, da der Spieler nun den Megaphitecus, den Drachen und den Mantikor gleichzeitig bekämpfen muss.

#### Crystal Isles
Die vierte Karte Crystal Isles wurde am 11. Juni 2020 veröffentlicht und beinhaltet eine riesige Spielwelt, bestehend aus Stränden mit kristallklarem Wasser, schwebenden tropischen Inseln, einem glühend heißen Lavasumpf und vielem mehr. Zusätzlich wurde der Tropeognathus hinzugefügt, sowie ein neuer Endgegner, die Crystal Wyvern Queen.

#### Lost Island
Am 14. Dezember 2021 erschien die fünfte Karte Lost Island, eine riesige tropische Insel, mit einigen Tempeln und antiken Bauwerken, die der Standardkarte The Island ähnelt. Auf der Karte sind vier neue Kreaturen anzutreffen, sowie ein weiterer neuer Endgegner, der Dinophitecus King.

#### Fjordur
Am 12. Juni 2022 erschien die sechste Karte Fjordur, die sehr auf nordische Mythologie und die Wikinger aufbaut. So sind hier einige neue Kreaturen anzutreffen, sowie weitere Endgegner, wie zum Beispiel der Wolf Fenrir.
Kreaturen können zwischen den einzelnen Karten hin- und hertransportiert werden, sofern die jeweiligen Servereinstellungen dies zulassen. So ist es möglich, die Kreaturen zwischen den verschiedenen Spielwelten zu übertragen und so Vorteile aller Kreaturen zu nutzen.

## Spin-offs
Im August 2015 veröffentlichte Studio Wildcard mit Survival of the Fittest ein erstes Spin-off des Spiels. Im Gegensatz zum Hauptspiel wird Survival of the Fittest in ein- bis zweistündigen Runden gespielt. Zu Beginn einer Spielrunde werden alle Spieler zur gleichen Zeit in die Spielwelt gelassen und haben das Ziel, alle anderen Spieler zu töten und der letzte überlebende Spieler zu sein. Die Spielmechaniken aus dem Hauptspiel bleiben grundsätzlich erhalten, wurden allerdings leicht angepasst, zudem ist die Spielgeschwindigkeit stark erhöht. Um die Konfrontation zwischen Spielern zu erzwingen, gibt es eine Barriere, die kreisförmig um das Zentrum der Spielkarte verläuft und immer kleiner wird, je länger das Spiel andauert. Das Spin-off ist allein oder in Zweier- oder Viererteams spielbar. Survival of the Fittest wurde zunächst als Total Conversion für das Hauptspiel veröffentlicht, im März 2016 erschien jedoch eine eigenständige, vom Hauptspiel unabhängige Version des Spin-offs auf Steam.
Studio Wildcard zielte mit Survival of the Fittest darauf ab, ein temporeiches und kompetitives Spiel zu schaffen, das in der E-Sport-Szene Anklang findet. Studio Wildcard veranstaltete regelmäßig Survival-of-the-Fittest-Turniere, bei denen es Preisgelder zu gewinnen gab.
Ende 2016 wurde die aktive Entwicklung von Survival of the Fittest vorerst gestoppt. Studio Wildcard-Mitgründer Jeremy Stieglitz sagt im Juli 2017 in einer Stellungnahme, dass der Spielmodus ein Experiment mit Potenzial war, aber das Hauptspiel Priorität hatte und nicht genug Ressourcen für die Weiterentwicklung von Survival of the Fittest vorhanden waren. Ob es zu einem späteren Zeitpunkt weiterentwickelt wird, ließ Stieglitz offen.
Auf der E3 2016 präsentierte Studio Wildcard ein zweites Spin-off mit dem Titel Primal Survival, in dem Spieler in die Rolle von Dinosauriern schlüpfen können. 2017 wurde die Entwicklung allerdings gestoppt, um sich auf andere Projekte zu konzentrieren, und die Veröffentlichung auf unbestimmte Zeit verschoben.
Mit ARK Park erschien am 22. März 2018 ein Spin-off für Virtual-Reality-Headsets. Spieler besuchen einen Dinosaurierpark und können diesen im Detail erforschen, aber auch gegen Dinosaurier kämpfen.
Ark: Survival Ascended ist eine grundlegend überarbeitete Version des Originalspiels, die auf der Unreal Engine 5 basiert. Sie soll eine verbesserte grafische Darstellung, neue Gameplay-Funktionen, darunter Crossplay und Cross-Platform-Modding, ein verbessertes Bau-System, ein neues Taming-System und neue Überlebensherausforderungen sowie neue Kreaturen, Biome und Karten bieten.

## Rezeption
Der Fortschritt im Spiel sei vor allem im Einzelspielermodus mühsam. Die Änderungen im Vergleich zur Early-Access-Phase beträfen vor allem das Endspiel. Das Spiel polarisiere innerhalb der Steam-Bewertungen. Es sei enorm ambitioniert, die Fangemeinde groß. Im Spiel fallen zahlreiche Programmfehler auf. Der Grind in der Anfangsphase sei sehr monoton. Der Tag- und Nachtwechsel sei atmosphärisch. Die Vielfalt an Lebewesen und Ausrüstungsmöglichkeiten überzeuge. Das Ernten von Nahrung und Rohstoffen sei derart zeitintensiv, dass es das Spiel vollständig ausbremse. Die optische Vielfalt der farbenprächtigen Flora und Fauna begeistere. Das Inventar sei chaotisch und die Spielmechanik komplex. Dem Spieler würden mit häufigen Neustarts viele Steine in den Weg gelegt. GamePro wertete für Probleme mit der Performance, die bis zur Veröffentlichung nicht behoben wurden, ab.
Kurz nach Beginn der Early-Access-Phase im Juni 2015 existierten mehr als 300 Server, und über 65.000 Personen spielten das Spiel gleichzeitig. Innerhalb der ersten zehn Tage nach Verfügbarkeit der Entwicklerversion wurden 400.000 Kopien des Spiels verkauft.